# HD 40657
Désignations
HD 40657, également désignée HR 2113 est une étoile géante de la constellation d'Orion. Elle est visible à l'œil nu avec une magnitude apparente de 4,52. D'après la mesure de sa parallaxe annuelle par le satellite Gaia, l'étoile est située à environ ∼ 333 a.l. (∼ 102 pc) de la Terre. Elle s'éloigne du Système solaire à une vitesse radiale de +26 km/s.
HD 40657 est une étoile géante rouge évoluéede type spectral K1,5III-IIIb CN-1, avec la notation « CN-1 » indiquant que son spectre présente une sous-abondance en  cyanogène. Ayant épuisé les réserves en hydrogène de son noyau, l'étoile s'est étendue et refroidie en quittant la séquence principale. Son rayon est désormais 25 fois plus grand que le rayon solaire et sa température de surface est de 4 317 K.
HD 40657 est une étoile variable suspectée dont la magnitude apparente est reportée varier entre 4,54 et 4,58. On estime qu'elle est âgée de 2,27 milliards d'années et qu'elle est 1,68 fois plus massive que le Soleil. L'étoile tourne sur elle-même à une vitesse de rotation projetée de 2,1 km/s. Elle est 196 fois plus lumineuse que le Soleil.